# María Elena Laurnaga
María Elena Laurnaga (Flores, 4 de diciembre de 1954) es una socióloga, politóloga y política uruguaya perteneciente al Frente Amplio. Fue diputada por el departamento de Montevideo en el período 2010-2015. 

## Biografía
María Elena Laurnaga nació en el departamento de Flores. Cursó sus estudios terciarios en la Universidad de la República, donde se graduó como socióloga. Más tarde, ya en el exilio, realizó un posgrado en Ciencias Políticas en la Universidad de Campinas en Brasil. Actualmente se desempeña como profesora de Ciencias Políticas y Política, Gobierno y Gestión Municipal en la Facultad de Ciencias Sociales. Además es investigadora del Instituto de Ciencia Política (ICP) de la Universidad de la República, donde fue coordinadora del Área de Estudios Municipales del ICP hasta marzo de 2003.
Durante la época de la dictadura debió exiliarse en Brasil, de donde regresó en 1984. Ese año ingresó formalmente al Partido Socialista, sector integrante del Frente Amplio. 
Durante el gobierno de Tabaré Vázquez dirigió el Programa Uruguay Integra, de la Oficina de Planeamiento y Presupuesto.
En las elecciones generales de 2009 el Partido Socialista la postuló entre los primeros candidatos a la Cámara de Diputados por Montevideo y resultó elegida para el período 2010-2015. Asumió el cargo el 15 de febrero de 2010.

## Obras publicadas
- Laurnaga, María Elena (1995). Uruguay adolescente: maternidad adolescente y reproducción intergeneracional de pobreza. Ediciones Trilce.
- Laurnaga, María Elena (1995). Uruguay adolescente: prostitución de adolescentes y niños. Aproximación a un diagnostico. Ediciones Trilce.
- Laurnaga, María Elena (2001). La geografía de un cambio: política, gobierno y gestión municipal en Uruguay. Ediciones de la Banda Oriental e Instituto de Ciencia Política.
- Laurnaga, María Elena (2002). Silencios y murmullos: análisis de las campañas presidenciales desde la perspectiva de género. Isis Internacional.
- Laurnaga, María Elena (2002). El rostro de los presidenciables. Análisis de la campaña electoral de 1999-2000. Isis Internacional.